# Tanarctus
Genre
Tanarctus est un genre de tardigrades de la famille des Tanarctidae. 

## Liste des espèces
Selon Degma, Bertolani et Guidetti, 2016 :
- Tanarctus arborspinosus Lindgren, 1971
- Tanarctus bubulubus Jørgensen & Kristensen, 2001
- Tanarctus dendriticus Renaud-Mornant, 1980
- Tanarctus diplocerus Fujimoto, Miyazaki & Suzuki, 2013
- Tanarctus gracilis Renaud-Mornant, 1980
- Tanarctus helleouetae Renaud-Mornant, 1984
- Tanarctus heterodactylus Renaud-Mornant, 1980
- Tanarctus hirsutospinosus Jørgensen, Boesgaard, Møbjerg & Kristensen, 2014
- Tanarctus longisetosus Grimaldi de Zio, D'Addabbo Gallo, Morone De Lucia, Vaccarella & Grimaldi, 1982
- Tanarctus minotauricus Renaud-Mornant, 1984
- Tanarctus ramazzottii Renaud-Mornant, 1975
- Tanarctus tauricus Renaud-Debyser, 1959
- Tanarctus velatus McKirdy, Schmidt & McGinty-Bayly, 1976

## Publication originale
- Renaud-Debyser, 1959 : Études sur la faune interstitielle des îles Bahamas. III. Tardigrades. Vie et Milieu, vol. 10, p. 296-302.